# Francisco Rodríguez
Francisco José Rodríguez, även kallad K-Rod, född den 7 januari 1982 i Caracas, är en venezuelansk professionell basebollspelare som spelar för Long Island Ducks i Atlantic League. Han har tidigare spelat 16 säsonger i Major League Baseball (MLB) 2002–2017. Rodríguez är högerhänt pitcher.
Rodríguez har under större delen av sin MLB-karriär varit så kallad closer, en pitcher som kommer in i slutet av de matcher där laget är i knapp ledning. 2008 satte han nytt MLB-rekord för antal saves ("räddade ledningar") under en säsong med 62 stycken. Han är för närvarande (augusti 2018) fyra genom tiderna i MLB med 437 saves.
Smeknamnet K-Rod är en lek med smeknamnet A-Rod, Alex Rodriguez. "K" är en förkortning som ofta används för en strikeout (en bränning av en slagman med en tredje strike) när basebollstatistik protokollförs.

## Karriär

### Major League Baseball

#### Anaheim/Los Angeles Angels

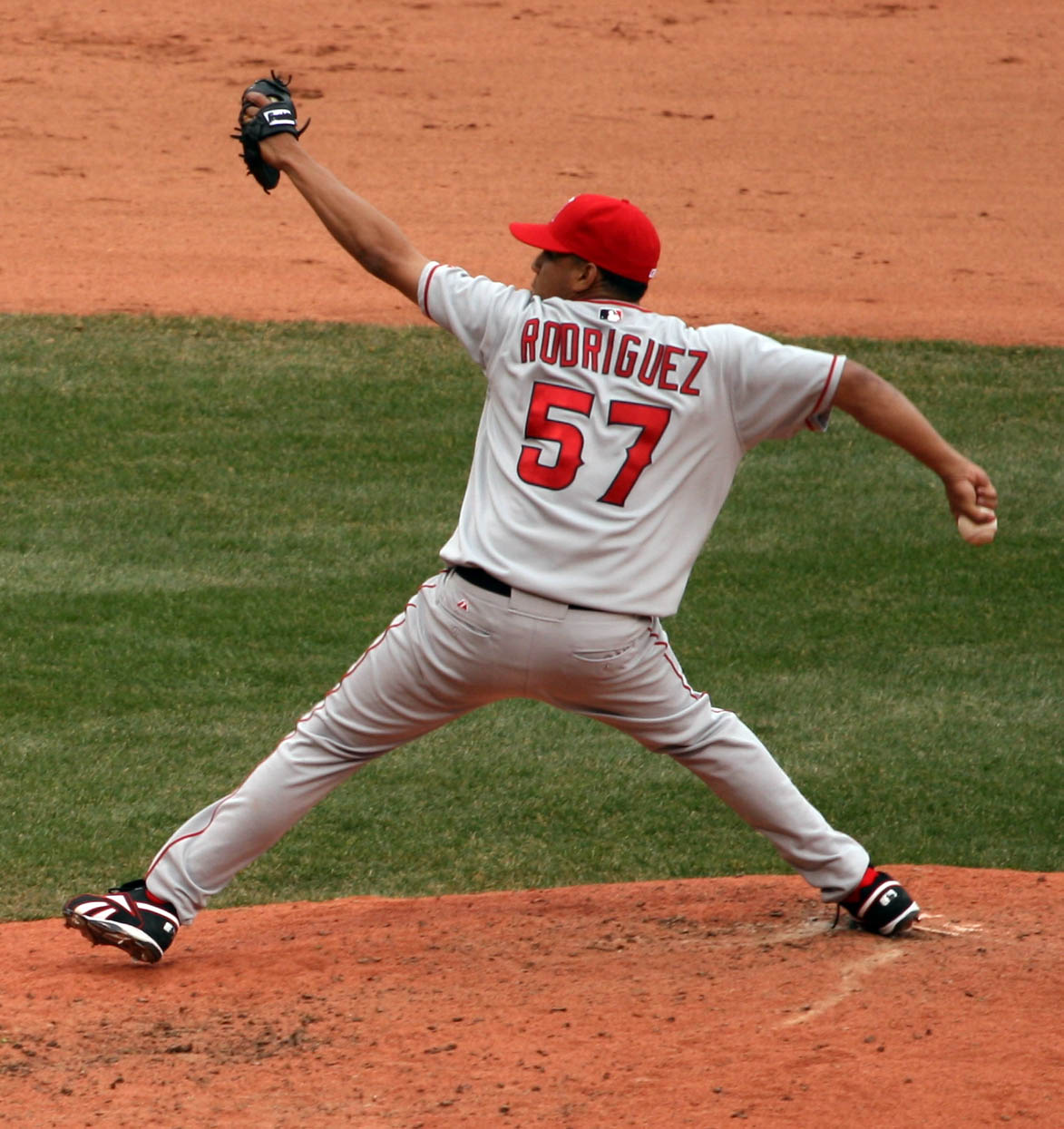
Rodríguez i Los Angeles Angels of Anaheims dräkt 2007.

Rodríguez kontrakterades av Anaheim Angels i MLB 1998 och avancerade genom klubbens farmarklubbssystem. Efter att ursprungligen ha varit en startande pitcher flyttades han till avbytarpositionen, relief pitcher, 2002. Samma år fick han chansen att spela i MLB med Angels som drabbats av flera skador. I slutspelet blev han en av hjältarna när Angels slog ut New York Yankees och Minnesota Twins för att sedan besegra San Francisco Giants i World Series. Han räknades som vinnande pitcher i fem matcher i slutspelet (tangerat rekord med Randy Johnson), varav en i World Series. Som 20-åring blev han den yngsta pitchern någonsin att antecknas som vinnare i en World Series-match.
2003 och 2004 kvarstod Rodríguez som en av avbytarna i bullpen. Inför 2005, när Angels tidigare closer Troy Percival lämnade klubben för Detroit Tigers, fick den unge K-Rod ta över. Han blev den yngsta pitchern någonsin i MLB att uppnå 100 saves och 200 saves. 2008 blev hans bästa säsong dittills med sitt rekord på 62 saves på 69 chanser, samtidigt som den säsongen var hans fjärde raka med minst 40 saves. Han slutade trea i omröstningen till American Leagues Cy Young Award, priset till ligans bästa pitcher. Rodríguez spelade för Angels till och med 2008.

#### New York Mets
Inför säsongen 2009 värvades Rodríguez av New York Mets, som erbjöd honom ett kontrakt värt 37 miljoner dollar. Han stannade i klubben till sommaren 2011.

#### Milwaukee Brewers

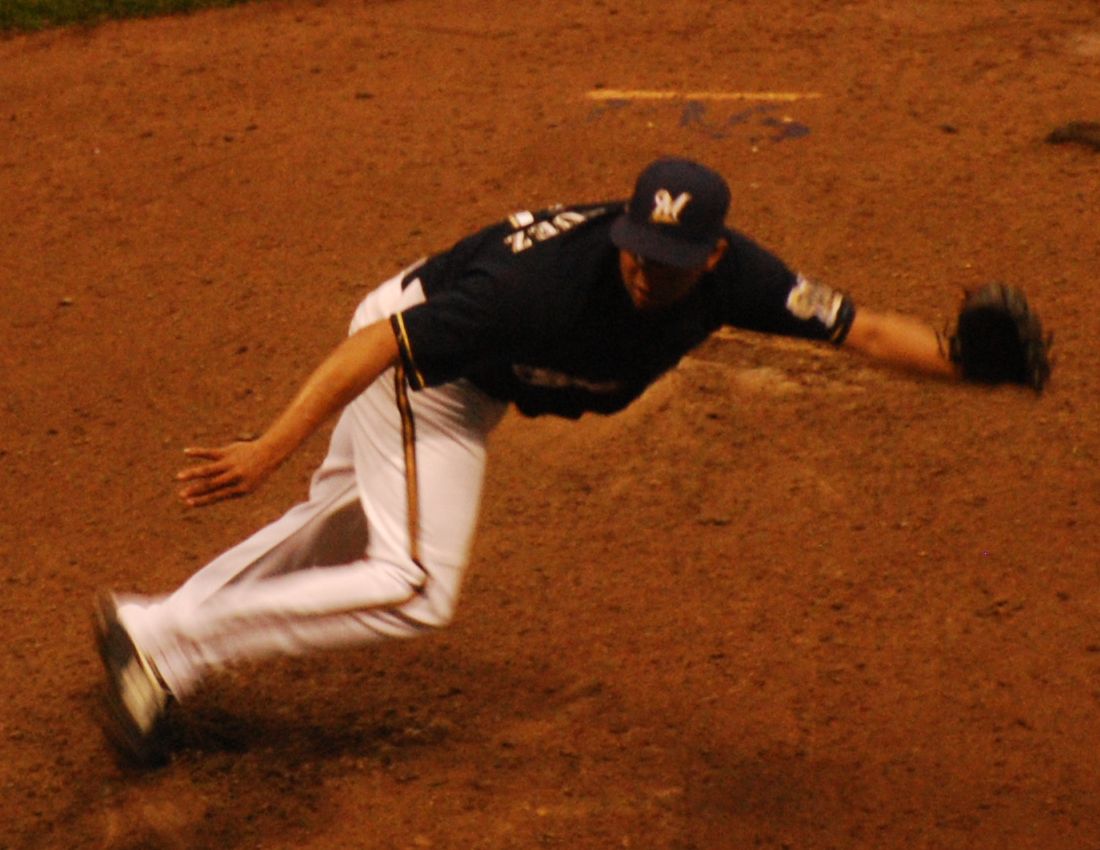
Rodríguez i Milwaukee Brewers dräkt 2011.

I juli 2011 byttes Rodríguez bort till Milwaukee Brewers. I början av sin tid i Brewers var Rodríguez inte längre closer utan kom oftast in och kastade åttonde inningen.
Efter 2012 års säsong blev Rodríguez free agent. Han lyckades dock inte skriva kontrakt med någon ny klubb förrän i mitten av april 2013, när den nya säsongen redan hade börjat. Han återvände då till Brewers genom ett så kallat minor league-kontrakt. I mitten av maj, efter fyra matcher i farmarligorna, blev han uppflyttad till Brewers spelartrupp. Han fick snart chansen att vara lagets closer och erhöll sin 300:e save i slutet av juni. Strax därefter blev han dock bortbytt av Brewers, som inte hade någon realistisk chans att ta sig till slutspel den säsongen, till Baltimore Orioles i utbyte mot en ung lovande spelare.

#### Baltimore Orioles
Under resten av 2013 spelade Rodríguez 23 matcher för Orioles och var 2-1 med en earned run average (ERA) på 4,50. Efter säsongen blev han återigen free agent.

#### Milwaukee Brewers igen
I februari 2014 skrev Rodríguez på för sin gamla klubb Milwaukee Brewers. Kontraktet sträckte sig bara över ett år och rapporterades vara värt minst 3,25 miljoner dollar. Under försäsongsträningen skadade han sig genom att barfota trampa på en kaktus. I inledningen av säsongen fick han förtroendet att vara Brewers closer, vilket han gjorde så bra att han tangerade ett MLB-rekord med 13 saves i mars/april. I juli togs han ut till sin femte all star-match, den första sedan 2009. Vid den tidpunkten var han bäst i MLB med 27 saves. Hans fina spel fortsatte och den 20 september kom han upp i delad tionde plats i MLB:s historia med 347 saves. Totalt under hans 69 matcher under säsongen hade Rodríguez 44 saves, vilket var tredje bäst i National League, på 49 chanser. Vidare var han 5-5 med en ERA på 3,04. Efter säsongen blev han free agent, men i februari 2015 skrev han på för Brewers igen. Denna gång blev det ett tvåårskontrakt värt 13 miljoner dollar med en möjlighet för klubben att förlänga kontraktet ytterligare ett år.
Den 8 juni 2015 passerade Rodríguez sin gamla läromästare Troy Percival och gick upp på nionde plats i MLB:s historia i antal saves under karriären med 359 stycken. I juli togs han ut till sin sjätte all star-match. Totalt under 2015 var han 1-3 med en ERA på 2,21 och 38 saves på 40 chanser. Efter säsongen bytte Brewers bort honom till Detroit Tigers.

#### Detroit Tigers
Den 24 maj 2016 nådde Rodríguez milstolpen 400 saves som den sjätte pitchern i MLB:s historia. Han var under 2016 3-4 med en ERA på 3,24 och hade 44 saves på 49 chanser. Efter säsongen utnyttjade Tigers sin möjlighet att förlänga kontraktet med ett år för sex miljoner dollar.
2017 års säsong blev dock inte som Tigers eller Rodríguez hade hoppats. I början av maj blev han av med rollen som closer efter flera dåliga insatser och en ERA på hela 8,49. Han fortsatte att underprestera och i slutet av juni släpptes han av Tigers. Han var då 2-5 med en ERA på 7,82 och sju saves på 13 chanser.

#### Washington Nationals
Strax efter att Rodríguez släppts av Tigers skrev han på ett minor league-kontrakt med Washington Nationals. Efter bara fem matcher för tre olika klubbar i Nationals farmarklubbssystem släpptes han dock.

#### Philadelphia Phillies
Rodríguez spelade inte mer 2017, men inför 2018 års säsong skrev han på ett minor league-kontrakt med Philadelphia Phillies och bjöds in till klubbens försäsongsträning. Han lyckades dock inte ta en plats i Phillies spelartrupp och släpptes några dagar före säsongspremiären.

### Atlantic League

#### Long Island Ducks
Rodríguez skrev i april 2018 på för Long Island Ducks i den av MLB oberoende proffsligan Atlantic League.

### Internationellt
Rodríguez representerade Venezuela vid World Baseball Classic 2006 och 2009. I 2006 års turnering spelade han tre matcher och hade en save och en ERA på 0,00 och i 2009 års turnering spelade han fem matcher och hade tre saves och en ERA på 0,00. 2009 kom Venezuela trea.